# Пасьянс «Павук» (Windows)
Пасьянс "Павук", також відомий як Microsoft Spider Solitaire — це карткова гра (пасьянс), яка входить до складу Microsoft Windows. Це версія Spider. Станом на  2005 рік, це була гра, в яку найчастіше грали на комп’ютерах з Windows, перевершивши коротший і менш складний Windows Solitaire на основі Klondike.

## Історія гри
Гра була вперше включена як частина пакету Microsoft Plus! для Windows 98 після його випуску 25 червня 1998 року і відтоді був представлений у більшості наступних версій Windows. 
Пасьянс "Павук" не входив до складу Windows 2000, але був доданий до Windows Me і пізніше до Windows XP, відтоді гра набула значної популярності.
У Windows Vista гра була оновлена у стилі Aero, у Windows 7 значних змін не було.
У Windows 8 гра не включена у стандартний пакет програм Windows, але доступна в Windows Store як частину Microsoft Solitaire Collection, але не в комплекті з операційною системою.
У Windows 10 Microsoft Solitaire Collection оновлена та входить до складу ОС.

## Ігровий процес
Гра проводиться з двома колодами карт із загальною кількістю 104 карти. П'ятдесят чотири картки розкладені горизонтально в десять колонок, причому видно лише верхню картку. Решта п’ятдесят карток розкладено в нижньому правому куті п’ятьма стопками по десять карток.
У горизонтальних стовпцях картку можна перемістити на будь-яку іншу картку в колонці, якщо вона знаходиться в спадній числовій послідовності. Наприклад, червову шістку можна перемістити на сімку будь-якої масті. Однак послідовність карт можна перемістити, лише якщо всі вони однієї масті в порядку убування. Наприклад, червову шістку та сімку можна перемістити на вісімку будь-якої масті, але червову шістку та трефову сімку неможливо перемістити разом. Переміщення верхньої карти в колонці дозволяє перевернути найвищу приховану картку. Потім ця карта бере участь у грі. На неї можна покласти інші карти, а її можна перемістити на інші картки в послідовності або в порожній стовпчик.
Мета гри полягає в тому, щоб відкрити всі приховані карти та, переміщаючи карти з одного стовпця в інший, розмістити карти в послідовному порядку від короля до туза, використовуючи найменшу кількість ходів. Кожна фінальна послідовність має бути однієї масті. Після досягнення повної послідовності картки видаляються зі столу, а до рахунку додається 100 балів. Після того, як гравець зробить усі можливі ходи з поточним розкладом карт, гравець тягне новий ряд карт з однієї зі стосів по десять у нижньому правому куті, натискаючи на карти. Кожна з десяти карт у цьому розіграші потрапляє сорочкою догори на кожну з десяти горизонтальних колонок, а потім гравець розміщує їх таким чином, щоб створити послідовність карт однієї масті.

## Особливості
Пасьянс «Павук» має три рівні складності: початковий (одна масть), середній (дві масті) і просунутий (чотири масті).
Пасьянс Павук має функцію «скасування», яка дозволяє відкликати ходи. Будь-яку кількість ходів можна відкликати, повертаючись до останнього невідступного ходу, але кожне «скасування» віднімає один із рахунку.
Щоб допомогти гравцеві, клавіша H (тільки для Windows Vista або новішої версії) або M висвітлює можливі ходи, тоді як у версії Windows XP це робиться клацанням на панелі результатів. Гравець також може скасувати попередні ходи та спробувати знову. Windows відстежує результати для довідки гравця; їх можна переглянути, перейшовши до «Гри», а потім до «Статистики». У Windows 7 ці результати з’являються в провіднику ігор, якщо клацнути гру та вибрати вкладку «Статистика» на панелі попереднього перегляду. У Пасьянс Павук є два показники ефективності: кількість виграних ігор і найвищий результат. У певному сенсі ці два показники негативно корелюють: збільшення кількості виграних ігор може призвести до нижчих результатів за гру, і навпаки.
Підсумковий рахунок у грі Spider Solitaire розраховується наступним чином. Початковий рахунок 500, і кожен хід віднімає один від рахунку. Використання функції «скасувати» також віднімає один бал із результату. Кожного разу, коли гравець може розмістити всю послідовність карт однієї масті (королі, дами, валети, 10 9 8 7 6 5 4 3 2 туза), до рахунку додається 100 очок. Всього в грі вісім таких послідовностей, що дає максимально досяжне число 800. Таким чином, у виграшній грі загальний рахунок становить 800 плюс 500 мінус кількість ходів і "скасувань". 

## У масовій культурі
Пасьянс «Павук» згадувався в епізоді Saturday Night Live від 27 лютого 2021 року. У першому скетчі «Тож ви думаєте, що можете отримати вакцину» 85-річного учасника Сеймура Формана (його грає Майкі Дей) запитали, чи достатньо він володіє комп’ютером, щоб записатися на прийом онлайн для хворих на COVID-19. Після відповіді «на чому?» пана Формана запитали, чи є у нього вдома комп’ютер. Він відповів: «для пасьянсу Павук».  